# Söderköpings IS
Söderköpings IS var ett idrottssällskap i Söderköping i Sverige, bildat 12 december 1917. I bandy spelade klubben i Sveriges högsta division säsongen 1942, och förlorade alla fem seriematcher. 1950 blev man distriktsmästare i bandy. I fotboll spelade klubben spelat i Sveriges fjärde högsta division.
Den 15 januari 2004 gick Söderköpings IS samman med IK Ramunder och bildade Söderköpings IK.